# LC Waikiki
LC Waikiki (укр. Ел Сі Вайкікі)— турецька компанія-ритейлер одягу, має 787 магазинів у 36 країнах. Назва компанії походить від гавайського пляжу Вайкікі та заголовних букв словосполучення Les copains (фр. друзі).

## Історія
Компані створено у Франції 1985 року модельєром Жоржем Амуялом. Згодом він із партнером почали співпрацювати з турецькою ткацькою компанією Taha Tekstil, яка перетворилася на Taha Grup і 1997 року викупила бренд LC Waikiki. Того ж року в Туреччині відкрито 21 магазин LC Waikiki, станом на 2021 рік в Туреччині працювало 380 магазинів LC Waikiki.
Перший закордонний магазин LC Waikiki відкрився в Румунії у 2009 році, далі — в Азербайджані, Албанії, Вірменії, Білорусі, Болгарії, Боснії і Герцеговині, Грузії, Єгипті, Іраку, Ірану, Казахстані, Косові, Македонії, Марокко, Молдові, Польщі, Росії, Саудівській Аравії, Сирії, Україні, Киргизстані

### В Україні
В Україні роботу почато 2013 року.

## Акціонери
Більшість акцій компанії належить сім'ям Діздар, Кючюк, Кисаджик і Амуял, які стояли біля її основи:
- Фідан Алієва
- Мустафа Кючюк
- Вахап Кючюк
- Халіс Кючюк
- Шефік Йилмаз Діздар
- Лейла Діздар
- Айше Пюрлен Діздар
- Памір Гючлю Діздар
- Жорж Амуял
- Ісмаіль Хакко Кисаджик
- Ялчина Чаглар
- Мурат Мисирли
- Музаффер Мустафа Ішчан
- Мухаммед Мазлум Їлдирим